# Polska na Letnich Igrzyskach Osób Niesłyszących 2009
Polskę na Letnich Igrzyskach Osób Niesłyszących 2009 będzie reprezentowało 46 sportowców w 7 dyscyplinach.

## Kadra

### Judo
Mężczyźni - kategoria poniżej 90 kilogramów
- Marcin Antos

### Kręglarstwo
Mężczyźni - gra pojedyncza
- Piotr Burchart
- Krzysztof Parda
- Paweł Szymczak
- Tomasz Zarek

Mężczyźni - gra podwójna
Mężczyźni - gra potrójna
- Piotr Burchart, Krzysztof Parda, Paweł Szymczak, Tomasz Zarek

Mężczyźni - gra zespołowa
- Piotr Burchart, Krzysztof Parda, Ryszard Szczepiński, Paweł Szymczak, Tomasz Zarek -

### Lekkoatletyka
Mężczyźni - 100 metrów
- Marcin Jasiński
- Grzegorz Kotowski
- Rafał Śliwka
- Jacek Wierzbicki

Mężczyźni - 200 metrów
- Marcin Jasiński
- Grzegorz Kotowski
- Rafał Śliwka
- Jacek Wierzbicki

Mężczyźni - 400 metrów
- Marcin Jasiński
- Grzegorz Kotowski
- Michał Kulpa
- Mariusz Świszcz

Mężczyźni - 800 metrów
- Michał Kulpa
- Rafał Nowak
- Mariusz Świszcz

Mężczyźni - 1500 metrów
- Michał Kulpa
- Rafał Nowak

Mężczyźni - 5000 metrów
- Rafał Nowak

Mężczyźni - 10000 metrów
- Rafał Nowak

Mężczyźni - maraton
- Rafał Nowak

Mężczyźni - 110 metrów przez płotki
- Konstanty Bakowski

Mężczyźni - 400 metrów przez płotki
- Konstanty Bakowski

Mężczyźni - 3000 metrów z przeszkodami
- Rafał Nowak

Mężczyźni - pchnięcie kulą
- Tomasz Rozumczyk
- Robert Sokoł

Mężczyźni - rzut dyskiem
- Tomasz Rozumczyk

Mężczyźni - rzut oszczepem
- Tomasz Rozumczyk

Mężczyźni - rzut młotem
- Robert Sokoł

Mężczyźni - sztafeta 4x100 metrów
- Marcin Jasiński, Grzegorz Kotowski, Rafał Śliwka, Jacek Wierzbicki

Mężczyźni - sztafeta 4x400 metrów
- Marcin Jasiński, Grzegorz Kotowski, Michał Kulpa, Mariusz Świszcz

Kobiety - 400 metrów
- Dominika Bolek

Kobiety - 800 metrów
- Edyta Zaręba

Kobiety - 1500 metrów
- Edyta Zaręba

Kobiety - 400 metrów przez płotki
- Dominika Bolek

Kobiety - skok w dal
- Magdalena Bachmatiuk

Kobiety - trójskok
- Magdalena Bachmatiuk

### Pływanie
Mężczyźni - 50 metrów stylem dowolnym
- Wojciech Jabłoński
- Dawid Kufel
- Artur Pióro

Mężczyźni - 100 metrów stylem dowolnym
- Artur Pióro
- Przemysław Szoldra

Mężczyźni - 200 metrów stylem dowolnym
- Dawid Kufel
- Artur Pióro

Mężczyźni - 400 metrów stylem dowolnym
- Artur Pióro

Mężczyźni - 1500 metrów stylem dowolnym
- Artur Pióro
- Przemysław Szoldra

Mężczyźni - 50 metrów stylem motylkowym
- Artur Pióro
- Przemysław Szoldra

Mężczyźni - 100 metrów stylem motylkowym
- Artur Pióro
- Przemysław Szoldra

Mężczyźni - 200 metrów stylem motylkowym
- Artur Pióro

Mężczyźni - 50 metrów stylem klasycznym
- Wojciech Jabłoński
- Dawid Kufel

Mężczyźni - 100 metrów stylem klasycznym
- Wojciech Jabłoński

Mężczyźni - 200 metrów stylem klasycznym
- Wojciech Jabłoński

Mężczyźni - 50 metrów stylem grzbietowym
- Wojciech Jabłoński
- Dawid Kufel

Mężczyźni - 100 metrów stylem grzbietowym
- Wojciech Jabłoński
- Dawid Kufel

Mężczyźni - 200 metrów stylem grzbietowym
- Wojciech Jabłoński

Mężczyźni - sztafeta 4x100 metrów stylem dowolnym
- Wojciech Jabłoński, Dawid Kufel, Artur Pióro, Przemysław Szoldra

Mężczyźni - sztafeta 4x200 metrów stylem dowolnym
- Wojciech Jabłoński, Dawid Kufel, Artur Pióro, Przemysław Szoldra

Mężczyźni - sztafeta 4x100 metrów stylem zmiennym
- Wojciech Jabłoński, Dawid Kufel, Artur Pióro, Przemysław Szoldra

Kobiety - 50 metrów stylem dowolnym
- Monika Nowak

Kobiety - 100 metrów stylem dowolnym
- Monika Nowak

Kobiety - 200 metrów stylem dowolnym
- Monika Nowak

Kobiety - 400 metrów stylem dowolnym
- Monika Nowak

Kobiety - 800 metrów stylem dowolnym
- Monika Nowak

Kobiety - 50 metrów stylem motylkowym
- Karolina Szumigaj

Kobiety - 100 metrów stylem motylkowym
- Karolina Szumigaj

Kobiety - 200 metrów stylem motylkowym
- Karolina Szumigaj

Kobiety - 50 metrów stylem klasycznym
- Monika Nowak

Kobiety - 100 metrów stylem klasycznym
- Monika Nowak

Kobiety - 200 metrów stylem klasycznym
- Monika Nowak

Kobiety - 50 metrów stylem grzbietowym
- Karolina Szumigaj

Kobiety - 100 metrów stylem grzbietowym
- Karolina Szumigaj

Kobiety - 200 metrów stylem grzbietowym
- Karolina Szumigaj

Kobiety - 200 metrów stylem zmiennym
- Monika Nowak

Kobiety - 400 metrów stylem zmiennym
- Monika Nowak

### Siatkówka
Turniej mężczyzn
- Jacek Kalinowski, Mariusz Kocon, Grzegorz Król, Jakub Kupczalojc, Tomasz Kupisz, Artur Langos, Paweł Legutko, Grzegorz Łuszczewski, Tomasz Miskiewicz, Krzysztof Opechowski, Tomasz Orzeł, Jarosław Szyszka, Karol Wanot

### Siatkówka plażowa
Turniej par męskich
- Jacek Kalinowski i Tomasz Orzeł
- Andrzej Wiśniewski i Jarosław Szyszka

### Tenis stołowy
Mężczyźni - gra pojedyncza
- Ireneusz Kopiec
- Paweł Pieta
- Marek Rutowski
- Ryszard Szczepiński

Mężczyźni - gra podwójna
- Ireneusz Kopiec i Marek Rutowski
- Paweł Pieta i Ryszard Szczepiński

Mężczyźni - gra zespołowa
- Ireneusz Kopiec, Paweł Pieta, Marek Rutowski, Ryszard Szczepiński

Kobiety - gra pojedyncza
- Maria Huczyńska
- Eliza Konczak
- Anna Łukiańczyk
- Iwona Żyła

Kobiety - gra podwójna
- Maria Huczyńska i Anna Łukiańczyk
- Eliza Konczak i Iwona Żyła

Kobiety - gra zespołowa
- Maria Huczyńska, Eliza Konczak, Anna Łukiańczyk, Iwona Żyła

Mieszane - gra podwójna
- Paweł Pieta i Anna Łukiańczyk -
- Marek Rutowski i Maria Huczyńska -
- Ryszard Szczepiński i Eliza Konczak -
- Ireneusz Kopiec i Iwona Żyła -